# Športna dvorana Podmežakla
Die Športna dvorana Podmežakla (bis 2013 Dvorana Podmežakla) ist eine Sport- und Eishalle im slowenischen Jesenice und die Heimstätte des dort ansässigen Eishockeyvereins HDD Jesenice und des Nachwuchsvereins HD mladi Jesenice. Die Tribünen und die Eisfläche existieren seit 1954, aber erst 1978 erhielt die Halle ihre heute bekannte Überdachung.

## Geschichte
Nach der Fertigstellung der Arena wurde die Infrastruktur in der Halle lange Zeit nicht saniert. Insbesondere das Dach wies im Lauf der Zeit diverse Schwachstellen auf, sodass 2009 eine Renovierung in Angriff genommen wurde. Im Jahr 2010 wurde eine Osttribüne erbaut, womit die Kapazität von zuletzt 4.500 auf 5.900 erweitert wurde. Im Jahr 2013 erfolgte die zweite Phase des Umbaus, anschließend wurde die Halle in Športna Hala Podmežakla umbenannt. Im Zuge der Sanierung sank die Zuschauerkapazität auf ca. 4.500 Zuschauer bei Eishockeyspielen (5.500 bei Basketball), da ein Teil der Stehplätze durch Sitzplätze ersetzt wurden.
Unter Eishockey-Fans ist die Halle insbesondere durch die Stimmgewaltigkeit der Fans des HK Jesenice bekannt, die sich durch die Bauweise der beiden gegenüberliegenden Tribünen gut entfalten kann. Charakteristisch sind auch die außen sichtbaren Stützen in Form eines auf dem Kopf stehenden V, welche die Halle auch von Weitem erkennbar machen. Zur Infrastruktur der Halle gehört ein kleines Café, das zu allen Spielen geöffnet ist.
Im Sommer wird die Halle auch für Konzerte und Inlinehockey-Spiele genutzt. Zu diesem Zweck kann der Boden unter der Eisfläche mit einem Kunststoff-Belag abgedeckt werden. 
Die Halle war eine von fünf Spielstätten der Basketball-Europameisterschaft 2013.